# Mistrovství světa juniorů v atletice 2000
8. mistrovství světa juniorů v atletice se uskutečnilo ve dnech 17. – 22. října 2000 v chilském Santiagu na stadionu Estadio Nacional de Chile. Na programu bylo dohromady 43 disciplín (22 chlapeckých a 21 dívčích). Dívky poprvé namísto pětikilometrové chůze absolvovaly trať dvojnásobně delší. Šampionátu se zúčastnilo 1122 atletů (638 chlapců a 484 dívek) ze 151 států světa. Podle zdrojů IAAF se MSJ zúčastnilo 1150 atletů a atletek ze 157 států světa.

## Výsledky

### Muži
| Disciplína        | Zlato                                                                            | Výkon    | Stříbro                                                                | Výkon    | Bronz                                                                    | Výkon    |
| 100 m             | Mark Lewis-Francis                                                               | 10,12    | Salem Mubarak Al-Yami                                                  | 10,38    | Marc Burns                                                               | 10,40    |
| 200 m             | Paul Gorries                                                                     | 20,64    | Marcin Jędrusiński                                                     | 20,87    | Timothy Benjamin                                                         | 20,94    |
| 400 m             | Hamdan Obah Al-Bishi                                                             | 44,66    | Brandon Simpson                                                        | 45,73    | Šindži Išikawa                                                           | 45,77    |
| 800 m             | Nicholas Wachira                                                                 | 1:47,16  | Florent Lacasse                                                        | 1:47,61  | Antonio Manuel Reina                                                     | 1:47,90  |
| 1500 m            | Cornelius Chirchir                                                               | 3:38,80  | Wolfram Müller                                                         | 3:39,37  | Philemon Kibet                                                           | 3:40,77  |
| 5000 m            | Gordon Mugi                                                                      | 13:44,93 | Kenenisa Bekele                                                        | 13:45,43 | Cyrus Kataron                                                            | 13:46,12 |
| 10 000 m          | Robert Kipkorir Kipchumba                                                        | 28:54,37 | Duncan Lebo                                                            | 28:58,39 | Abraha Hadush                                                            | 29:44,65 |
| 110 m překážek    | Yuniel Hernández                                                                 | 13,60    | Thomas Blaschek                                                        | 13,80    | Ladji Doucouré                                                           | 13,84    |
| 400 m překážek    | Marek Plawgo                                                                     | 49,23    | Pieter de Villiers                                                     | 50,52    | Ockert Cilliers                                                          | 50,58    |
| 3000 m překážek   | Raymond Yator                                                                    | 8:16,34  | David Chemweno                                                         | 8:31,95  | Abdelatif Chemlal                                                        | 8:43,57  |
| Chůze na 10 km    | Cristián David Berdeja                                                           | 40:56,47 | Jevgenij Demkov                                                        | 40:56,53 | Viktor Burajev                                                           | 40:56,57 |
| Štafeta 4 × 100 m | Spojené království Tyrone Edgar Dwayne Grant Timothy Benjamin Mark Lewis-Francis | 39,05    | Francie Ronald Pognon Fabrice Calligny Ladji Doucouré Leslie Djhone    | 39,33    | Japonsko Takaši Mogi Kazuja Kitamura Júsuke Omae Hisaši Mijazaki         | 39,47    |
| Štafeta 4 × 400 m | Jamajka Sekou Clarke Aldwyn Sappleton Pete Coley Brandon Simpson                 | 3:06,06  | Německo Sebastian Gatzka Christian Duma Steffen Hönig Bastian Swillims | 3:06,79  | Polsko Rafał Wieruszewski Karol Terejlis Adrian Gałaszewski Marek Plawgo | 3:07,05  |
| Skok do výšky     | Jacques Freitag                                                                  | 2,24 m   | Germaine Mason                                                         | 2,24 m   | Tomasz Śmiałek                                                           | 2,21 m   |
| Skok o tyči       | Alexej Chanafin                                                                  | 5,30 m   | Ołeksandr Korčmid                                                      | 5,30 m   | Rocky Danners                                                            | 5,20 m   |
| Skok daleký       | Cchaj Pcheng                                                                     | 7,88 m   | Wolodymyr Zjuskov                                                      | 7,84 m   | Yoelmis Pacheco                                                          | 7,71 m   |
| Trojskok          | Marian Oprea                                                                     | 16,41 m  | Yoandri Betanzos                                                       | 16,34 m  | Mohammed Hamdi Awadh                                                     | 16,29 m  |
| Vrh koulí         | Rutger Smith                                                                     | 19,48 m  | Ivan Juškov                                                            | 19,06 m  | Tomasz Chrzanowski                                                       | 19,00 m  |
| Hod diskem        | Hannes Hopley                                                                    | 59,51 m  | Niklas Arrhenius                                                       | 59,19 m  | Rutger Smith                                                             | 58,70 m  |
| Hod kladivem      | Eşref Apak                                                                       | 69,97 m  | Dylan Armstrong                                                        | 67,50 m  | Aaron Fish                                                               | 67,44 m  |
| Hod oštěpem       | Gerhardus Pienaar                                                                | 78,11 m  | Andreas Thorkildsen                                                    | 76,34 m  | Park Jae-Myong                                                           | 72,36 m  |
| Desetiboj         | Dennis Leyckes                                                                   | 7 897    | David Gómez                                                            | 7 772    | André Niklaus                                                            | 7 712    |

### Ženy
| Disciplína        | Zlato                                                                    | Výkon    | Stříbro                                                                   | Výkon    | Bronz                                                                  | Výkon    |
| 100 m             | Veronica Campbellová                                                     | 11,12    | Katchi Habel                                                              | 11,39    | Fana Ashby                                                             | 11,47    |
| 200 m             | Veronica Campbellová                                                     | 22,87    | Sina Schielke                                                             | 23,20    | Vida Anim                                                              | 23,81    |
| 400 m             | Jana Pittmanová                                                          | 52,45    | Aneta Lemiesz                                                             | 52,78    | Norma González                                                         | 53,30    |
| 800 m             | Nancy Langat                                                             | 2:01,51  | Georgie Clarke                                                            | 2:02,28  | Lucia Klocová                                                          | 2:04,00  |
| 1500 m            | Abebech Negussie                                                         | 4:19,93  | Rose Kosgei                                                               | 4:20,16  | Georgie Clarke                                                         | 4:20,21  |
| 3000 m            | Beatrice Jepchumba                                                       | 9:08,80  | Jane Chepkoech                                                            | 9:10,05  | Etalemahu Kidane                                                       | 9:11,55  |
| 5000 m            | Dorcus Inzikuruová                                                       | 16:21,32 | Meseret Defarová                                                          | 16:23,69 | Sharon Cherop                                                          | 16:23,73 |
| 100 m překážek    | Susanna Kallurová                                                        | 13,02    | Fanny Gérance                                                             | 13,21    | Adrianna Lamalle                                                       | 13,27    |
| 400 m překážek    | Jana Pittmanová                                                          | 56,27    | Marjolein de Jong                                                         | 56,50    | Melaine Walkerová                                                      | 56,96    |
| Chůze na 10 km    | Ljudmila Jefimkinová                                                     | 44:07,74 | Taťána Kozlovová                                                          | 44:24,43 | Sabine Zimmer                                                          | 46:49,97 |
| Štafeta 4 × 100 m | Německo Christa Kaufmann Sina Schielke Kerstin Grötzinger Katchi Habel   | 43,91    | Jamajka Veronica Campbellová Nadine Palmer Kerron Stewartová Nolle Graham | 44,05    | Švédsko Emma Rienas Jenny Kallurová Susanna Kallurová Linda Fernström  | 44,78    |
| Štafeta 4 × 400 m | Spojené království Kim Wall Jennifer Meadowsová Helen Thieme Lisa Miller | 3:33,82  | Jamajka Sheryl Morgan Kareen Gayle Anneisha McLaughlin Melaine Walkerová  | 3:33,99  | Rumunsko Adela Diana Marchis Liliana Barbulescu Maria Rus Alina Ripanu | 3:34,49  |
| Skok do výšky     | Blanka Vlašičová                                                         | 1,91 m   | Marina Kupcovová                                                          | 1,88 m   | Marizca Gertenbach                                                     | 1,88 m   |
| Skok o tyči       | Jelena Isinbajevová                                                      | 4,20 m   | Annika Beckerová                                                          | 4,10 m   | Vanessa Boslaková Fanni Juhász                                         | 4,10 m   |
| Skok daleký       | Concepción Montaner                                                      | 6,47 m   | Čou Jang-sia                                                              | 6,45 m   | Kumiko Ikeda                                                           | 6,43 m   |
| Trojskok          | Anastasija Ilina                                                         | 14,24 m  | Anna Pjatychová                                                           | 14,18 m  | Dana Velďáková                                                         | 13,92 m  |
| Vrh koulí         | Kathleen Kluge                                                           | 17,37 m  | Li Mej-ťü                                                                 | 16,57 m  | Natalja Choroněková                                                    | 16,40 m  |
| Hod diskem        | Sü Šao-jang                                                              | 54,41 m  | Jana Tucholke                                                             | 53,97 m  | Olga Gonczarenko                                                       | 53,64 m  |
| Hod kladivem      | Ivana Brkljačić                                                          | 62,22 m  | Virginia Balut                                                            | 60,23 m  | Yunaika Crawfordová                                                    | 59,98 m  |
| Hod oštěpem       | Jarmila Klimešová                                                        | 54,82 m  | Inga Kožarenoka                                                           | 54,64 m  | Galina Kachowa                                                         | 54,26 m  |
| Sedmiboj          | Carolina Klüftová                                                        | 6 056    | Lidija Bašlykovová                                                        | 5 898    | Sanna Saarman                                                          | 5 707    |

## Medailové pořadí
| Umístění | Stát                   | Zlato | Stříbro | Bronz | Celkem |
| -------- | ---------------------- | ----- | ------- | ----- | ------ |
| 1.       | Keňa                   | 7     | 4       | 3     | 14     |
| 2.       | Rusko                  | 4     | 6       | 1     | 11     |
| 3.       | Jihoafrická republika  | 4     | 1       | 2     | 7      |
| 4.       | Německo                | 3     | 7       | 2     | 12     |
| 5.       | Jamajka                | 3     | 4       | 1     | 8      |
| 6.       | Spojené království     | 3     | 0       | 1     | 4      |
| 7.       | Čína                   | 2     | 2       | 0     | 4      |
| 8.       | Austrálie              | 2     | 1       | 2     | 5      |
| 9.       | Švédsko                | 2     | 1       | 1     | 4      |
| 10.      | Chorvatsko             | 2     | 0       | 0     | 2      |
| 11.      | Polsko                 | 1     | 2       | 3     | 6      |
| 12.      | Etiopie                | 1     | 2       | 2     | 5      |
| 13.      | Kuba                   | 1     | 1       | 2     | 4      |
| 14.      | Nizozemsko             | 1     | 1       | 1     | 3      |
| 14.      | Rumunsko               | 1     | 1       | 1     | 3      |
| 14.      | Španělsko              | 1     | 1       | 1     | 3      |
| 17.      | Saúdská Arábie         | 1     | 1       | 0     | 2      |
| 18.      | Česko                  | 1     | 0       | 0     | 1      |
| 18.      | Mexiko                 | 1     | 0       | 0     | 1      |
| 18.      | Turecko                | 1     | 0       | 0     | 1      |
| 18.      | Uganda                 | 1     | 0       | 0     | 1      |
| 22.      | Francie                | 0     | 3       | 3     | 6      |
| 23.      | Ukrajina               | 0     | 2       | 0     | 2      |
| 24.      | Kanada                 | 0     | 1       | 0     | 1      |
| 24.      | Lotyšsko               | 0     | 1       | 0     | 1      |
| 24.      | Norsko                 | 0     | 1       | 0     | 1      |
| 27.      | Bělorusko              | 0     | 0       | 3     | 3      |
| 27.      | Japonsko               | 0     | 0       | 3     | 3      |
| 29.      | Slovensko              | 0     | 0       | 2     | 2      |
| 29.      | Trinidad a Tobago      | 0     | 0       | 2     | 2      |
| 31.      | Finsko                 | 0     | 0       | 1     | 1      |
| 31.      | Ghana                  | 0     | 0       | 1     | 1      |
| 31.      | Jižní Korea            | 0     | 0       | 1     | 1      |
| 31.      | Katar                  | 0     | 0       | 1     | 1      |
| 31.      | Kolumbie               | 0     | 0       | 1     | 1      |
| 31.      | Maďarsko               | 0     | 0       | 1     | 1      |
| 31.      | Maroko                 | 0     | 0       | 1     | 1      |
| 31.      | Spojené státy americké | 0     | 0       | 1     | 1      |
| Celkem   | Celkem                 | 43    | 43      | 44    | 130    |